# Biedafranciszkina
Biedafranciszkina es un género de foraminífero bentónico de la familia Biedafranciszkinidae, de la superfamilia Turrilinoidea, del suborden Buliminina y del orden Buliminida. Su especie tipo es Buliminella beaumonti. Su rango cronoestratigráfico abarca desde el Maastrichtiense (Cretácico superior) hasta el Ypresiense (Eoceno inferior).

## Discusión
Clasificaciones previas incluirían Biedafranciszkina en el suborden Rotaliina del orden Rotaliida.

## Clasificación
Biedafranciszkina incluye a las siguientes especies:
- Biedafranciszkina beaumonti
- Biedafranciszkina polonica